# Wang Wenqiang
Wang Wenqiang (* 29. Mai 1995) ist ein chinesischer Biathlet.
Wang bestritt seine erste internationale Meisterschaft im Rahmen der Sommerbiathlon-Weltmeisterschaften 2014 in Tjumen. Zunächst kam er bei den Junioren zum Einsatz und wurde Siebter des Sprints und Achter der Verfolgung. Für das Mixed-Staffelrennen wurde er in die A-Staffel an die Seite von Song Chaoqing, Tang Jialin und Li Xuezhi berufen, mit denen er Siebter wurde.

## Statistiken

### Weltcupplatzierungen
Die Tabelle zeigt alle Platzierungen (je nach Austragungsjahr einschließlich Olympische Spiele und Weltmeisterschaften).
- 1.–3. Platz: Anzahl der Podiumsplatzierungen
- Top 10: Anzahl der Platzierungen unter den ersten zehn (einschließlich Podium)
- Punkteränge: Anzahl der Platzierungen innerhalb der Punkteränge (einschließlich Podium und Top 10)
- Starts: Anzahl gelaufener Rennen in der jeweiligen Disziplin
- Staffel: inklusive Mixed- und Single-Mixed-Staffeln

| Platzierung              | Einzel | Sprint | Verfolgung | Massenstart | Staffel | Gesamt |
| ------------------------ | ------ | ------ | ---------- | ----------- | ------- | ------ |
| 1. Platz                 |        |        |            |             |         |        |
| 2. Platz                 |        |        |            |             |         |        |
| 3. Platz                 |        |        |            |             |         |        |
| Top 10                   |        |        |            |             |         |        |
| Punkteränge              |        |        |            |             | 10      | 10     |
| Starts                   | 1      | 6      |            |             | 10      | 17     |
| Stand: 31. Dezember 2021 |        |        |            |             |         |        |